# بی‌نهایت‌کوچک

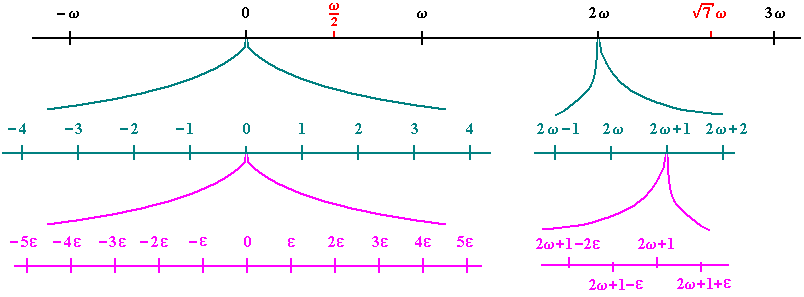
بی‌نهایت کوچک‌ها (ε) و بینهایت‌ها (ω) بر روی خط اعداد سورئال (ε = ۱/ω)

بی‌نهایت کوچک‌ها یا بی‌کران‌خُرد (به انگلیسی: Infinitesimals) کمیت‌هایی هستند که بیش از هر عدد حقیقی استانداردی به صفر نزدیک اند ولی صفر نیستند. این اعداد در مجموعهٔ اعداد حقیقی معمول وجود ندارند ولی در سیستم‌های عدد دیگر مثل اعداد سورئال و اعداد ابرحقیقی وجود دارند.